# 維珍銀河團結號
維珍銀河團結號（Virgin Space Ship Unity，簡稱VSS Unity，注册号：N202VG），曾被稱為VSS Voyager，是維珍銀河旗下的一架太空船2号级亚轨道火箭动力载人太空飛機，也是第二艘太空船2号级太空飛機。该航天器于2016 年2月19日推出，并于2016年9月完成了地面系统集成测试，然后于2016年9月8日執行首飛。2024年6月9日，团结号降落在新墨西哥州的美国太空港，这是团结号最後一次飞行。